# No Mercy (minialbum)
No Mercy – pierwszy minialbum południowokoreańskiej grupy B.A.P, wydany 19 lipca 2012 roku przez wytwórnię TS Entertainment. Płytę promował singel „No Mercy”. Sprzedał się w nakładzie 26 933 egzemplarzy w Korei Południowej (stan na maj 2013 r.).
29 sierpnia 2012 roku minialbum został wydany ponownie pod nowym tytułem Crash (kor. 대박사건), zawierał dodatkowo dwa utwory, w tym główny singel „Crash” (kor. 대박사건 Daebagsageon). Na płycie znalazła się też nowa wersja debiutanckiego singla Yongguka, „I Remember”, nagrana z członkiem grupy – Daehyunem. Oryginalna wersja piosenki była nagrana z Yang Yo-seob, członkiem grupy BEAST. Sprzedał się w nakładzie 30 191 egzemplarzy w Korei Południowej (stan na listopad 2013 r.).

## Lista utworów

### No Mercy
| Nr | Tytuł                                                                       | Słowa                                          | Muzyka                    | Czas |
| -- | --------------------------------------------------------------------------- | ---------------------------------------------- | ------------------------- | ---- |
| 1. | "Goodbye"                                                                   | Min Young-jae, Bang Yong-guk                   | Jeon Da-woon              | 4:04 |
| 2. | "No Mercy"                                                                  | Marco, Jeon Da-woon, Bang Yong-guk             | Marco, Jeon Da-woon       | 3:33 |
| 3. | "Voice Message" (kor. 음성메시지 Eumseongmesiji)                            | Marco, Bang Yong-guk                           | Marco, Bang Yong-guk      | 3:28 |
| 4. | "Dancing In The Rain"                                                       | Park Soo-seok, iNoo, Lee Bailey, Tarmo Keranen | Lee Bailey, Tarmo Keranen | 3:48 |
| 5. | "What My Heart Tells Me To Do" (kor. 마음이 시키는 일 Ma-eum-i sikineun il) | Kim Ki-bum                                     | Kim Ki-bum                | 3:36 |

### Crash
| Nr | Tytuł                                                                       | Słowa                                          | Muzyka                    | Czas |
| -- | --------------------------------------------------------------------------- | ---------------------------------------------- | ------------------------- | ---- |
| 1. | "Crash" (kor. 대박사건 Daebagsageon)                                        | Duble Sidekick, Bang Yong-guk                  | Duble Sidekick            | 2:55 |
| 2. | "I Remember" (Yongguk solo, with Daehyun)                                   | Bang Yong-guk, Chance, Twelve                  | Bang Yong-guk, Chance     | 3:42 |
| 3. | "Goodbye"                                                                   | Min Young-jae, Bang Yong-guk                   | Jeon Da-woon              | 4:04 |
| 4. | "No Mercy"                                                                  | Marco, Jeon Da-woon, Bang Yong-guk             | Marco, Jeon Da-woon       | 3:33 |
| 5. | "Voice Message" (kor. 음성메시지 Eumseongmesiji)                            | Marco, Bang Yong-guk                           | Marco, Bang Yong-guk      | 3:28 |
| 6. | "Dancing In The Rain"                                                       | Park Soo-seok, iNoo, Lee Bailey, Tarmo Keranen | Lee Bailey, Tarmo Keranen | 3:48 |
| 7. | "What My Heart Tells Me To Do" (kor. 마음이 시키는 일 Ma-eum-i sikineun il) | Kim Ki-bum                                     | Kim Ki-bum                | 3:36 |

## Notowania

### No Mercy
| Lista                    | Pozycja |
| ------------------------ | ------- |
| Gaon Weekly Album Chart  | 3       |
| Gaon Monthly Album Chart | 7       |
| Gaon Yearly Album Chart  | 66      |
| Five Music (Tajwan)      | 4       |

### Crash
| Lista                    | Pozycja |
| ------------------------ | ------- |
| Gaon Weekly Album Chart  | 3       |
| Gaon Monthly Album Chart | 10      |
| Gaon Yearly Album Chart  | 84      |